# Línea de alta velocidad Roma-Nápoles
La LAV Roma-Nàpoles (Ferrovia ad alta velocità Roma-Napoli en italiano) es una línea de alta velocidad de la red de ferroviaria italiana.

## Historia
Los trabajos de su construcción comenzaron en 1994 y finalizaron en 2004. Durante los años 2004 y 2005 fue sometida a una gran cantidad de pruebas preliminares a su puesta en servicio comercial. Finalmente la línea sin el ingreso a Nápoles (190 km de longitud) fue homologada para circulaciones comerciales de hasta 300 kh/h e inaugurada el 19 de diciembre de 2005 desde Roma hasta la interconexión de Gricignano di Aversa en las afueras de Nápoles.
El tramo final entre la interconexión de Gricignano di Aversa y la Estación de Nápoles Central (Stazione di Napoli Centrale en italiano), de 14 km de longitud, fue abierto al tráfico comercial el 13 de diciembre de 2009 con el inicio del horario de invierno de Trenitalia.

## Ruta
La línea comienza en cercanías de la estación de Roma Prenestina (a 4,5 de la Estación de Roma Termini) y finaliza en el enlace Roma Est de Nápoles donde se vincula con la Línea de alta capacidad Nápoles-Salerno y con una línea clásica que le permite ingresar al centro de la ciudad de Nápoles y llegar a la Estación de Nápoles Central.
No obstante, para evitar que los trenes tengan que parar necesariamente en la Estación de Nápoles Central, fue construida una nueva estación llamada Nápoles Afragola que permitirá a los trenes con destino u origen más al sur de Nápoles circunvalar la ciudad y conectar directamente con Línea de Alta Capacidad Nápoles-Salerno. 
La línea tiene otras 4 interconexiones con la línea clásica situadas en cercanías de Anagni, Cassino, Caserta y Gricignano di Aversa.

## Características
- Fue la primera línea ferroviaria del mundo en habilitar al uso comercial el sistema de señalización ERTMS nivel II.
- Durante una prueba, realizada durante la homologación de la línea, un tren alcanzó la velocidad de 347 km/h en el otoño boreal de 2005.
- El túnel más largo de la línea tiene 6725 m y se denomina "Colli Albani".
- El radio mínimo de las curvas es de 5.500 m y la entrevía es de 5 m.
- La pendiente máxima es del 21 por mil.
- La LAV Roma-Nápoles fue el primer tramo de ferrocarril en Italia alimentado eléctricamente a 25 kV 50 Hz como las líneas de TGV francesas y de AVE españolas.
- La línea forma parte del Corredor número 1 (Berlín-Palermo) de la Red Transeuropea de Transportes.

## Véase también

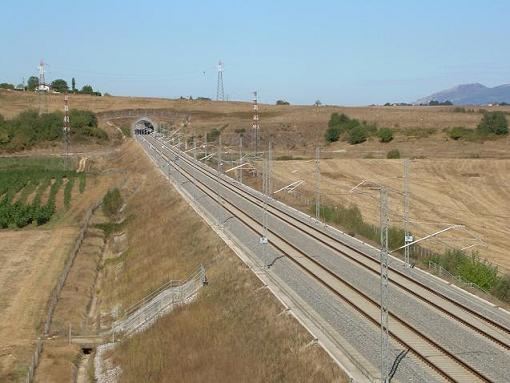
Tramo rectilíneo de la LAV Roma-Nápoles cerca de Anagni.